# Sjekose
Sjekose su naseljeno mjesto u gradu Čapljini, Federacija BiH, BiH.
Nalaze se u južnoj Hercegovini, s lijeve strane toka rijeke Neretve na vratima jugoistočne Hercegovine.
Od same rijeke Neretve i Dračeva, koje je najbliže veće mjesto, udaljene su oko tri kilometra. Stanovnici se bave poljoprivredom.

## Stanovništvo

### 1991.
Nacionalni sastav stanovništva 1991. godine, bio je sljedeći:
ukupno: 169
- Hrvati - 146
- Srbi - 12
- Muslimani - 11
- ostali, neopredijeljeni i nepoznato - 1

### 2013.
Nacionalni sastav stanovništva 2013. godine, bio je sljedeći:
ukupno: 187
- Hrvati - 187

## Znamenitosti
U groblju pored crkve sv. Roka u Sjekosama nalazi se šest stećaka u obliku sanduka. Orijentirani su u pravcu zapad-istok, a datirani su u kasni srednji vijek. Malo dalje od groblja u pravcu Svitave nalazište je još dva stećka u obliku sanduka. Kao i ovi u groblju, orijentirani su u smjeru zapad-istok i datirani su u kasni srednji vijek. Ukrašeni su tordiranom trakom i štitom s mačem.

## Vanjske poveznice
- Satelitska snimka  Arhivirana inačica izvorne stranice od 28. rujna 2020. (Wayback Machine)